# 芳华
《芳華》（英語：Youth），是於2017年12月15日上映的一部中國大陸電影。本劇根據嚴歌苓的同名小說改編，講述了20世紀七十到八十年代軍隊文工團一群正值青春的少女的故事。馮小剛導演，黃軒、苗苗、鍾楚曦主演。電影入選2017年多倫多國際影展特別展映單元。

## 剧情
讲述在1970年代到1980年代，一群文工团里年轻人的故事。
時代背景跨越文化大革命、1979年中越戰爭以及改革开放，涉及敏感題材，因此內地版本與境外有別。

## 角色
- 黄轩 饰 刘峰
- 苗苗 饰 何小萍
- 钟楚曦 饰 萧穗子
- 杨采钰 饰 林丁丁
- 李晓峰 饰 郝淑雯
- 王天辰 饰 陈灿
- 王可如 饰 小芭蕾
- 苏岩 饰 舞蹈老师
- 赵立新 饰 政委
- 隋源 饰 卓玛
- 张仁博 饰 朱克
- 周放 饰 护士长
- 薛祺 饰 吴干事
- 杨烁 饰 军事法庭长
- 陶海 饰 精神科医生

## 制作
冯小刚年轻时在军队文工团度过了青春岁月，成为他一辈子最难忘的记忆。2002年他在写《我把青春献给你》时就有想拍一部关于军队文工团的电影的想法。后来，冯小刚找到同样是军队文工团出身的严歌苓合作。严歌苓先把《芳华》的故事写成了小说，后又担任本片的编剧。
投资成本为1.3亿，其中海口场景造价花费3500万，2017年1月5日在海口开机。主演阵容中，除了黄轩，其他演员都是新人或知名度不高，且女演员居多。问到选黄轩担任主角的原因，冯小刚表示：“我们电影的男主角是一个非常非常好的人，深受整个文工团的喜欢，而且对别人也非常友善。黄轩给我的印象就是一个特别友善的人，从他的眼神里面能看到值得信赖的东西。”经过3个月的拍摄后，4月7日正式杀青。

## 发行
2017年5月3日，影片“青春”版预告片发布。电影计划于2017年9月29日上映，瞄准国庆节档期；但是在9月24日时电影官方宣布《芳华》将不会按原定日期上映，具体上映时间未定，冯小刚为此发文致歉。有海外媒体认为这是由于遭到审查阻碍。
2017年11月20日，据“冯小刚电影官方微博”消息，电影《芳华》定档12月15日，中国及北美地区同步上映。电影上映期间，据报某地派出所发出《关于〈芳华〉公映期间工作要求》，要求每个场次至少要安排5名民警到场掌握情况，尤其要上报涉敏感群体观影反应，若发现煽动、串联、聚集造势的动向，及时报告。根据片方此前大力宣扬的战争场面和中越战争退伍军人观影后的深受触动推测，敏感群体应为退伍老兵。而消息人士透露，目前上海、重庆、贵州、山东、安徽等地部分电影院接到公安部门电话，要求报备本片未来一段时间的具体放映场次。

### 票房
中国大陆方面，首周3天票房即获得2.94亿人民币，成为2017年第51周的票房冠军；最终票房14.22億人民币。
| 上一届： 《寻梦环游记》 | 2017年中国内地一周票房冠军 第51-53週 | 下一届： 《前任3：再见前任》(2018年) |

## 刪減片段
這是以2017年9月初《芳華》在多倫多電影節上上映的版本，與中國境內公映的版本對比出來的。多倫多版本是146分鐘，中國國內上映所謂的未刪減版也只剩下134分鐘，被刪減的片段，共有7處，共計12分鐘。
| 刪減片段                     | 劇情內容 |
| ---------------------------- | --- |
| 集體批鬥劉峰                 | 當劉峰犯下「摸女同志」罪行，原來在被送去審問之前，還有集體批鬥環節，在批鬥大會上，眾人舉手表決要不要處罰劉峰。                                                                                                 |
| 林丁丁與劉峰拉手             | 影片中有一段是劉峰和林丁丁兩人聽靡靡之音，被教導員逮住，林丁丁偷偷勾劉峰手指安慰他，這也為後來劉峰抱林丁丁埋下了伏筆。                                                                                         |
| 何小萍翻屍體找劉峰           | 影片剪掉了一段戰場上，何小萍翻找劉峰屍體片段，可能因為太過血腥，被刪去。 |
| 何小萍發瘋                   | 我們只從醫生口中知道何小萍受不了英雄的稱號瘋了，卻不知道具體情境，原來，她是在受表彰的當場瘋的。 |
| 戰爭結束後劉峰的艱苦生活     | 在與穗子相遇之前，還有一段專門描述劉峰艱難謀生活的片段。 |
| 劉峰和小萍車站擁抱後各自離開 | 這一片段的刪減，為觀眾留下了一個開放式結局。 |
| 何小萍高原獨舞片段           | 一開始因劉峰離開，小萍和隊友產生間隙不願意跳；後來受戰士們鼓舞積極了起來，可就在她重拾對舞蹈熱情的時候，收到下放醫療隊的消息，這是讓人感到最可惜的一個刪減片段，因為這一段與之後的月下草坪獨舞是有對應關係的。 |

## 獲獎與提名

### 第54屆金馬獎
| 年份 | 獲提名 | 獎項         | 結果 |
| ---- | ------ | ------------ | ---- |
| 2017 | 钟楚曦 | 最佳新演員   | 提名 |
| 2017 | 嚴歌苓 | 最佳改編劇本 | 提名 |
| 2017 | 石海鷹 | 最佳美術設計 | 提名 |
| 2017 | 劉曉莉 | 最佳造型設計 | 提名 |

### 塞班国际电影节
| 年份 | 獲提名       | 獎項       | 結果 |
| ---- | ------------ | ---------- | ---- |
| 2017 | 《芳华》     | 最佳影片   | 獲獎 |
| 2017 | 冯小刚       | 最佳导演   | 獲獎 |
| 2017 | 严歌苓       | 最佳剧本   | 提名 |
| 2017 | 杨采钰       | 最佳女配角 | 獲獎 |
| 2017 | 罗攀         | 最佳摄影   | 提名 |
| 2017 | 赵林         | 最佳音乐   | 提名 |
| 2017 | 苗苗、钟楚曦 | 最佳新人   | 獲獎 |

### 第十二屆亞洲電影大獎
| 年份 | 獲提名   | 獎項       | 結果 |
| ---- | -------- | ---------- | ---- |
| 2018 | 《芳華》 | 最佳電影   | 獲獎 |
| 2018 | 馮小剛   | 最佳導演   | 提名 |
| 2018 | 嚴歌苓   | 最佳劇本   | 提名 |
| 2018 | 鍾楚曦   | 最佳新演員 | 提名 |
| 2018 | 張琪     | 最佳剪接   | 提名 |

### 第37屆香港電影金像獎
| 年份 | 獲提名   | 獎項             | 結果 |
| ---- | -------- | ---------------- | ---- |
| 2018 | 《芳華》 | 最佳兩岸華語電影 | 提名 |

### 第18届华语电影传媒盛典
| 年份   | 獲提名   | 獎項     | 結果 |
| ------ | -------- | -------- | ---- |
| 2018年 | 《芳华》 | 年度电影 | 提名 |

## 评价
豆瓣电影有超过70万人评分，得分7.7。
许多影评媒体对该片评价较好。